# حملة ضد الاعتداء النفسي
حملة ضد الاعتداء النفسي هي مجموعة أسسها المنشق السوفييتي فيكتور فينبرغ في أبريل 1975 للنضال ضد الإساءة السياسية للطب النفسي في الاتحاد السوفيتي في الفترة من 1975 إلى 1988.
اشتملت الحملة على هيئات طبية وطنية ودولية للكشف عن الإساءات الوحشية لحقوق الإنسان عبر إساءة استخدام الطب النفسي.

## البداية والتنسيق
أُنشئ فرع اللغة الإنجليزية في 5 سبتمبر 1975 كقسم بريطاني من لجنة العمل ضد الإساءة للطب النفسي للأغراض السياسية، ويتألف من أطباء نفسيين وأطباء آخرين وعلمانيين بما فيهم ديفيد ماركام، ماكس غاممون، ويليام شوكروس، جورج ثينر، جيمس ثاكارا، توم ستوبارد، إريك أفيبوري، هيلين بامبر، وفلاديمير بوكوفسكي.
كان رئيس المنظمة هو الطبيب النفسي البريطاني هنري ديكس. ومن خريف عام 1976 كان مديرها فيكتور فينبرغ. أنشئت لجان مماثلة للحملة ضد الاعتداء النفسي في فرنسا وألمانيا وسويسرا.

## الحملات
في يوليو 1976 شملت حملات القسم البريطاني من المجموعة في ميدان ترافالغار مظاهرة ضد الإساءة النفسية أدت إلى إطلاق سراح فلاديمير بوريسوف وفلاديمير بوكوفسكي وليونيد بيليوش. كما أصدرت المجموعة مراسلات ونشرات وغيرها من الوثائق المودعة في المعهد الدولي للتاريخ الاجتماعي في أمستردام. كانت المجموعة فعالة جدا حتى أصبح الطب النفسي السوفييتي في أوائل الثمانينات منبوذًا. أدت المعارضة البريطانية بما في ذلك مجموعة حملة ضد الاعتداء النفسي الكلية الملكية للأطباء النفسيين لإنشاء اللجنة الخاصة للإساءة السياسية للطب النفسي في عام 1978.
وفي واقع الأمر، لم تشر الحملة ضد الإساءة النفسية إلى موقفها الاحتياطي، وهذا يعني أن الحملة فضلت حبس الأبرياء في السجون بدلاً من المستشفيات العقلية.